# Bazzania tessellata
Bazzania tessellata là một loài Rêu trong họ Lepidoziaceae. Loài này được D. Meagher mô tả khoa học đầu tiên..